# Le Passage (Lot-et-Garonne)
Le Passage [lə pasaʒ] ist eine französische Gemeinde mit 9360 Einwohnern (Stand: 1. Januar 2022) im Département Lot-et-Garonne in der Region Nouvelle-Aquitaine. Sie liegt im Arrondissement Agen und gehört zum Kanton Agen-4. Die Einwohner heißen Passageoises.

## Geografie

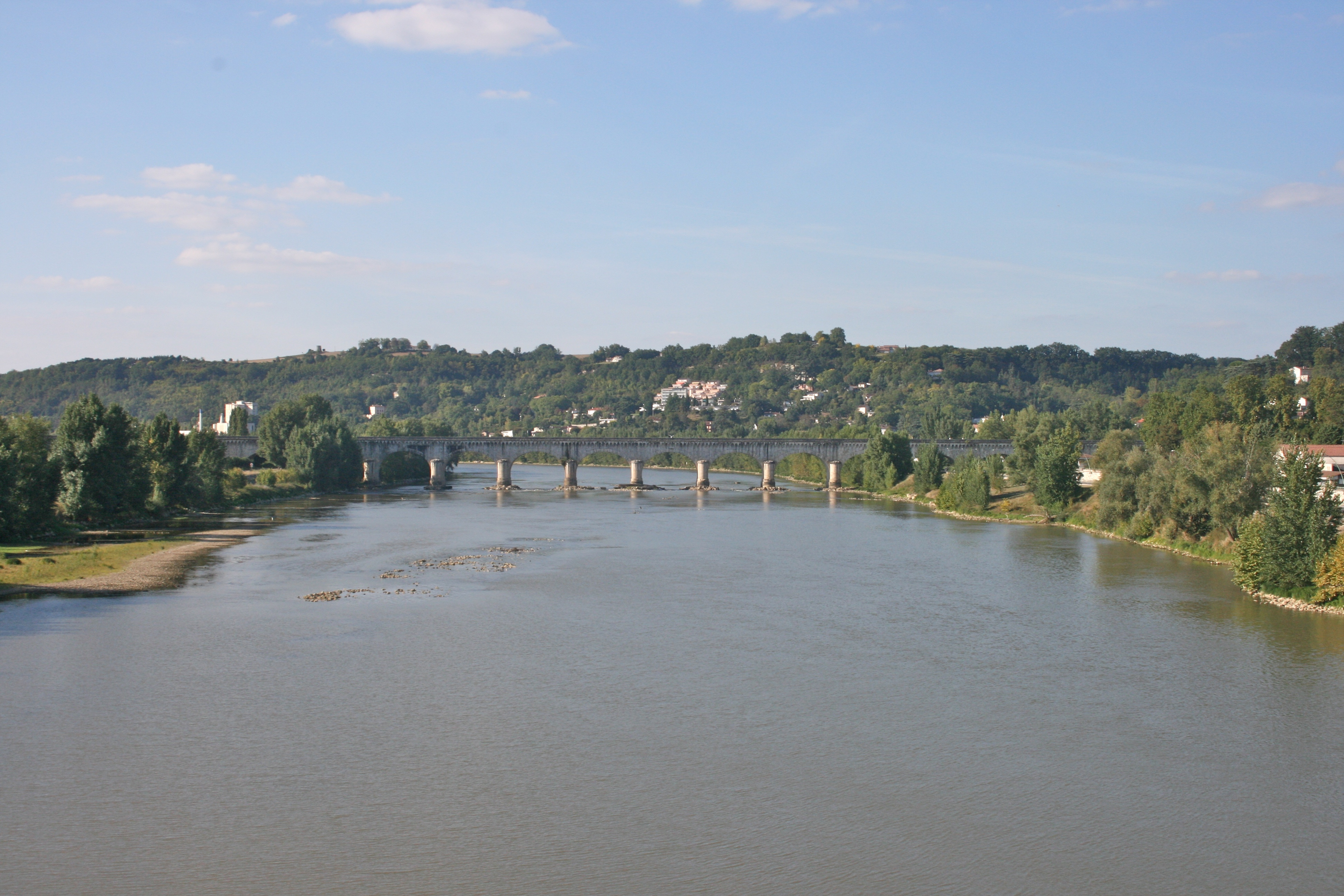
Die Garonne bildet die Grenze zwischen Le Passage (links) und Agen, sie wird von der Brücke des Canal latéral à la Garonne gequert

Le Passage liegt an der Garonne und am Canal latéral à la Garonne, der hier auf einer Kanalbrücke über den Fluss geführt ist. Umgeben wird Le Passage von den Nachbargemeinden Foulayronnes im Norden, Agen im Osten, Boé im Südosten, Moirax im Süden, Brax, Roquefort und Estillac im Westen sowie Colayrac-Saint-Cirq im Nordwesten.
Ein Teil des Flughafens Agen liegt im Gemeindegebiet.

## Bevölkerungsentwicklung
| Jahr      | 1962 | 1968 | 1975 | 1982 | 1990 | 1999 | 2006 | 2011 | 2018 |
| --------- | ---- | ---- | ---- | ---- | ---- | ---- | ---- | ---- | ---- |
| Einwohner | 5669 | 6746 | 7862 | 8553 | 8875 | 8827 | 9097 | 9389 | 9447 |

## Geschichte
Mit der Französischen Revolution 1789 wurde Le Passage aus zwei Distrikten (Dolmayrac und Monbusq) geschaffen. Wegen der Nähe zu Agen wurde die Gemeinde dann Le Passage d’Agen genannt. Im 19. Jahrhundert war die Haupteinnahmequelle die Maut die gezahlt werden musste wenn die Brücke überquert wurde. Der Aufstieg von Agen im 20. Jahrhundert brachte die Entwicklung von Le Passage deutlich voran.

## Städtepartnerschaften
- Consuegra, Kastilien-La Mancha, Spanien
- Włoszczowa, Woiwodschaft Heiligkreuz, Polen

## Sehenswürdigkeiten
- Kirchen Saint-Joseph und Saint-Jehanne-de-France
- Karmelitenkloster Notre-Dame de Beauregard
- Hippodrome
- Waschhaus
- Kanalbrücke Agen
- Kulturzentrum Pierre Lapoujade
- Bibliothek
- Rathaus

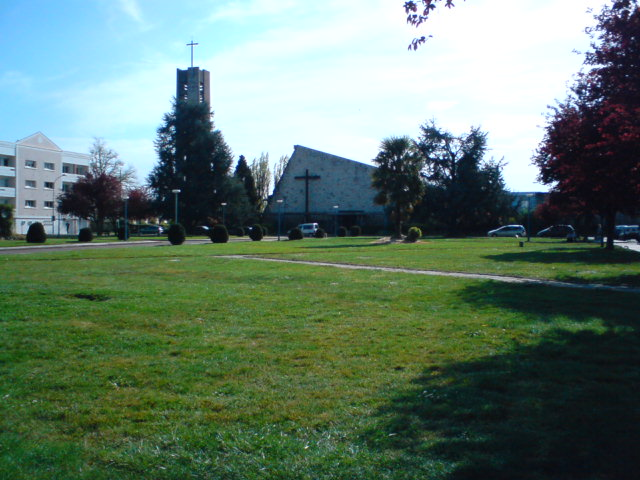
Kirche Saint-Jehanne-de-France
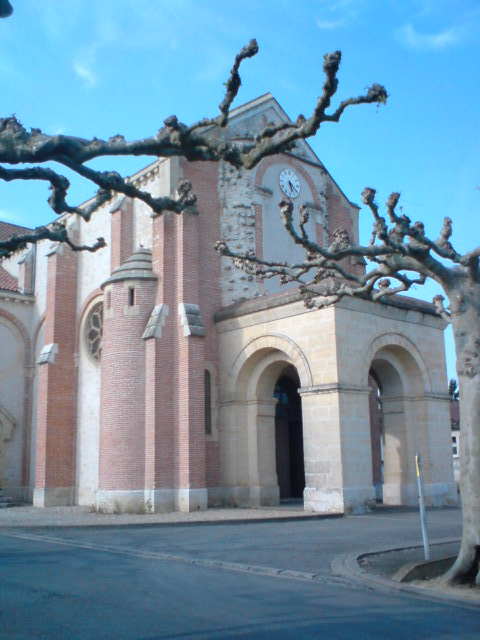
Kirche Saint-Joseph
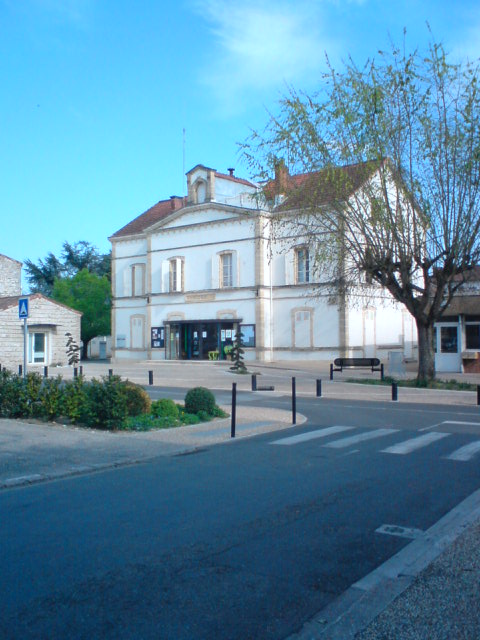
Mairie (Rathaus)

## Kultur
Seit 2005 findet in Le Passage ein Bluesfestival statt.

## Persönlichkeiten
- Joachim-Jérôme Quiot du Passage (1775–1849), General
- Paul Dangla (1878–1906), Radrennfahrer, Weltrekordhalter (in Magdeburg tödlich verunglückt, in Le Passage bestattet)
- Jean-Vital Jammes (1825–1893), Opernsänger (Bariton)